# Thần Lĩnh
Thần Lĩnh là một xã thuộc tỉnh Nghệ An, Việt Nam. Xã được hình thành trên cơ sở sáp nhập các xã Nghi Đồng, Nghi Hưng và Nghi Phương của huyện Nghi Lộc trong đợt Sáp nhập tỉnh thành Việt Nam 2025.

## Địa lý
Xã Thần Lĩnh có vị trí địa lý:
- Phía Đông giáp xã Trung Lộc;
- Phía Nam giáp xã Nghi Lộc và xã Yên Trung;
- Phía Tây giáp xã Phúc Lộc;
- Phía Bắc giáp xã Tân Châu và xã Hải Lộc.

Xã Thần Lĩnh có diện tích tự nhiên 44,69 km².

## Hành chính và tên gọi
Xã Thần Lĩnh được thành lập theo Nghị quyết số 1678/NQ-UBTVQH15 của Ủy ban Thường vụ Quốc hội Việt Nam, ban hành ngày 16 tháng 6 năm 2025. Theo đó, sắp xếp toàn bộ diện tích tự nhiên, quy mô dân số của các xã Nghi Đồng, Nghi Hưng và Nghi Phương thuộc huyện Nghi Lộc trước đây thành một xã mới có tên gọi là xã Thần Lĩnh.
Trước đó, theo Đề án sắp xếp đơn vị hành chính cấp xã tỉnh Nghệ An, xã này là xã Nghi Lộc 5.
Sau sắp xếp xã có diện tích tự nhiên: 44,69 km², quy mô dân số: 21.718 người.